# Cantone di Roujan
Il Cantone di Roujan era una divisione amministrativa dell'arrondissement di Béziers.
A seguito della riforma approvata con decreto del 26 febbraio 2014, che ha avuto attuazione dopo le elezioni dipartimentali del 2015, è stato soppresso.

## Composizione
Comprendeva i comuni di:
- Fos
- Fouzilhon
- Gabian
- Magalas
- Margon
- Montesquieu
- Neffiès
- Pouzolles
- Roquessels
- Roujan
- Vailhan